# Typostola tari
Typostola tari är en spindelart som beskrevs av Hirst 1999. Typostola tari ingår i släktet Typostola och familjen jättekrabbspindlar. Inga underarter finns listade i Catalogue of Life.